# Monikie
Monikie är en by i Angus, Skottland. Byn är belägen 9 km 
från Arbroath. Orten har 479 invånare (1991).